# Jüdischer Friedhof (Jaunjelgava)
Der Jüdische Friedhof Jaunjelgava ist ein jüdischer Friedhof (Ebreju kapsēta) in Jaunjelgava (deutsch: Friedrichstadt) im Gebiet Semgallen in Lettland.
Der Friedhof hat 3000 Gräber, 700 Grabsteine, die Trauerhalle, den Cholera-Friedhof und die Gedenkstätte für die Opfer des Holocaust.

## Geschichte
Der Friedhof wurde im Jahr 1848 angelegt. Die Überreste der Juden aus Jaunjelgava, die im Holocaust umgekommen waren, wurden im nordöstlichen Teil des Friedhofs bestattet. Bis Mitte der 1950er Jahre war der Friedhof mit großen Büschen bedeckt; seine Grenzen waren nicht mehr erkennbar. Niemand kümmerte sich darum. Bis Ende der 1980er Jahre überwucherte Wald fast den Friedhof, einige Bäume wuchsen sogar über die Grabsteine. Die Trauerhalle verlor ihr Dach vermutlich während der militärischen Aktionen des Zweiten Weltkriegs.